# Pleksin
Pleksin je protein koji deluje kao receptor za semaforin.
Geni pleksina su: 